# Giuseppe Venturi (generale)
Giuseppe Venturi (Modena, 1854 – Genova, 1925) è stato un generale italiano, veterano della prima guerra mondiale dove si distinse come ufficiale superiore attento, metodico, scrupoloso e ottimo conoscitore dell'ambiente alpino. Comandante della 45ª, 14ª e 17ª Divisione, scrupoloso pianificatore,  condusse le operazioni militari che portarono alla conquista del Passo della Sentinella, del Monte Sabotino e del Dosso Faiti. Fu decorato con la Croce di Ufficiale dell'Ordine militare di Savoia e di una Medaglia d'argento al valor militare.

## Biografia
Nacque a Modena nel 1854 Arruolatosi nel Regio Esercito, frequentò la Regia Accademia Militare di Artiglieria e Genio di Torino, uscendone con il grado di sottotenente  nel 1875, laureato in ingegneria. Promosso tenente colonnello nel 1902, divenne colonnello nel 1906. Nel 1912 fu nominato comandante del 2º Reggimento zappatori, assumendo, nel contempo, il comando degli uffici del genio di Pavia e venendo in seguito promosso maggiore generale. 
Il Regno d'Italia entrò nella prima guerra mondiale il 24 maggio 1915, e a quella data si trovava nel Cadore in qualità di comandante della Fortezza Cadore-Maè. Nel novembre dello stesso anno sostituì il generale Augusto Fabbri nel comando del settore Padola-Visdende nel Comelico, con comando a Santo Stefano di Cadore. Nel gennaio 1916 concepì un nuovo attacco al Passo della Sentinella, individuando nel capitano Giovanni Sala e nell'aspirante Italo Lunelli i due ufficiali adatti a condurlo. Il 16 aprile 1916 il Reparto Scalatori di Croda, dopo attenta pianificazione da lui voluta, condotto dal sottotenente Italo Lunelli,  conquistò il Passo della Sentinella.
Il 1 maggio 1916 assume il comando della 45ª Divisione, appartenente al XX Corpo d'armata del generale Ettore Mambretti. Trasferito al VI Corpo d'armata del generale Luigi Capello, alla testa della sua divisione il 17 agosto successivo conquistò il Monte Sabotino tenuto dalle forze dell'Imperiale e regio esercito austro-ungarico, dopo una meticolosa preparazione. La conquista del Monte Sabotino permise in seguito alle truppe italiane di conquistare Vittorio Veneto, e per questo fatto fu elevato al rango di tenente generale, e insignito della Medaglia d'argento al valor militare. Il suo rifiuto di proporre l'allora tenente colonnello Pietro Badoglio, che aveva condotto parte dell'azione contro il Sabotino, per una nuova promozione, così come richiestogli da Capello, lo portò in urto con quest'ultimo. A tale richiesta egli rispose che avrebbe preferito deferire Badoglio alla corte marziale perché non aveva proseguito l'avanzata verso San Valentino.
Il 3 novembre guidò i suoi uomini alla conquista del Dosso Faiti, e in quel mese fu insignito della Croce di Ufficiale dell'Ordine militare di Savoia per le diverse azioni belliche condotte con successo sul Passo della Sentinella, sul Sabotino e a Pecinka (Dosso Faiti).
Entrato in forte contrasto con il comandante del suo corpo d'armata, generale Adolfo Tettoni, per via della disposizione difensiva tenuta dalla sua divisione, fu trasferito al comando della 14ª Divisione, appartenente al XIII Corpo d'armata del generale Giuseppe Ciancio. 
Poco dopo iniziò la decima battaglia dell'Isonzo (maggio-giugno 1917) che prevedeva, secondo la direttiva emessa dal capo di stato maggiore dell'esercito, generale Luigi Cadorna, una serie di attacchi frontali contro un nemico ben trincerato che costarono all'esercito italiano la perdita di 160.000 uomini, di cui 36.000 deceduti. Egli si era mostrato strenuamente contrario a tale strategia e, per il fatto di essersi opposto all'ordine di attaccare frontalmente le forti posizioni nemiche a Castagnevizza, fu dimissionato dal comando su decisione del Capo di stato maggiore della 3ª Armata, generale Augusto Vanzo, con la motivazione ufficiale di difetto di equilibrio. Il 28 novembre 1917 fu nominato comandante della 17ª Divisione, in piena battaglia di Caporetto, ma due giorni dopo viene rimosso dal comando per aver ordinato il ripiegamento della sua unità dal Monte Tomba, e quindi messo definitivamente in posizione ausiliaria. Rimase in servizio per ancora qualche anno come comandante delle divisioni territoriali di Ancona, e poi di Bologna. Nel 1923 fu nominato generale di divisione. Morì a Genova nel 1925, poco dopo l'uscita del suo libro di memorie, intitolato La conquista del Sabotino.

## Pubblicazioni
- La conquista del Passo della Sentinella, Tipografia Bolla, Finalborgo, 1923.
- La conquista del Sabotino, Tipografia Bolla, Finalborgo, 1933.

### Annotazioni
1. ↑  Il fratello Adolfo, nato nel 1856, diventerà un importantissimo studioso ed accademico di Storia dell'arte, iniziando come professore ordinario di storia medioevale e moderna, un’intera classe di storici professionalizzati.
2. ↑  Irredento, combatté sul fronte italiano per tutto il conflitto con il nome di copertura di Raffaele Da Basso.
3. ↑  Tale divisione era composta dalle brigate di fanteria "Toscana" (generale Francesco Gagliani) e "Trapani" (generale Emilio De Bono).
4. ↑  Venturi era contrario all'insensato sperpero di uomini allora imperante, e prediligeva l’attacco a sorpresa fatto dopo una ampia e meticolosa preparazione, al fine di vincere la battaglia, ma salvaguardando vite umane.
5. ↑  Secondo la testimonianza del nipote, Paolo Caccia Dominioni, fu Cadorna a pretenderne il siluramento, e non valse a salvarlo neanche l'intervento del Sottocapo di stato maggiore, generale Carlo Porro, che era cugino di Venturi.

### Fonti
1. 1 2 3 4 5 6 7 8 9  Wixsite.
2. 1 2 3  Del Favero 2015, p. 85.
3. 1 2 3 4 5  Wixsite.
4. 1 2 3 4 5 6 7  Corriere delle Alpi.
5. ↑  Del Favero 2015, p. 90.
6. ↑  Sito web del Quirinale: dettaglio decorato.
7. ↑   Bollettino ufficiale delle nomine, promozioni e destinazioni negli ufficiali e sottufficiali del R. esercito italiano e nel personale dell'amministrazione militare, 1934,  p. 1787. URL consultato l'11 ottobre 2020.
8. ↑  Gazzetta Ufficiale del Regno d'Italia n.202 del 24 agosto 1914, pag.4654.